# اچ‌ام‌اس برگاموت (کی۱۸۹)
اچ‌ام‌اس برگاموت (کی۱۸۹) (به انگلیسی: HMS Bergamot (K189)) یک کشتی بود. این کشتی در سال ۱۹۴۱ ساخته شد.